# Backstreet Boys (US-Version)
Backstreet Boys (US Version) ist die erste Kompilation der US-amerikanischen Gesangsgruppe Backstreet Boys. Sie erschien am 12. August 1997 beim Label Jive, wurde für den US-amerikanischen Markt veröffentlicht und besteht aus jeweils 6 Songs der Alben Backstreet Boys und Backstreet’s Back. Quit Playing Games (With My Heart), As Long as You Love Me und Everybody (Backstreet’s Back) sind auf dem Album in alternativen Versionen enthalten. Bis heute wurde das Album ca. 10 Millionen Mal verkauft.

## Titelliste
1. We’ve Got It Goin’ On (Denniz PoP, Max Martin, Herbie Crichlow) – 3:41
2. Quit Playing Games (with My Heart) (Max Martin, Herbie Crichlow) – 3:54
3. As Long as You Love Me (Max Martin) – 3:33
4. Everybody (Backstreet’s Back) (Denniz PoP, Max Martin) – 4:47
5. All I Have To Give (Full Force) – 4:37
6. Anywhere For You (Gary Baker, Wayne Perry) – 4:42
7. Hey, Mr. DJ (Keep Playin' This Song) (Timmy Allen, Larry Campbell, Jolyon Skinner) – 4:25
8. I’ll Never Break Your Heart (Albert Manno, Eugene Wilde) – 4:48
9. Darlin’ (Timmy Allen, Nneka Morton) – 5:32
10. Get Down (You’re The One For Me) (Bülent Aris, Toni Cottura) – 3:52
11. Set Adrift On Memory Bliss (Attrell Cordes, Gary Kemp) – 3:40
12. If You Want It To Be Good Girl (Get Yourself A Bad Boy) (Robert John „Mutt“ Lange) – 4:47

## Kommerzieller Erfolg

### Chartplatzierungen

#### Album
| ChartsChartplatzierungen       | Höchstplatzierung | Wochen |
| ------------------------------ | ----------------- | ------ |
| Vereinigte Staaten (Billboard) | 4 (133 Wo.)       | 133    |

#### Singles
| Jahr | Titel                              | Höchstplatzierung, Gesamtwochen, AuszeichnungChartplatzierungen (Jahr, Titel, , Platzierungen, Wochen, Auszeichnungen, Anmerkungen) | Höchstplatzierung, Gesamtwochen, AuszeichnungChartplatzierungen (Jahr, Titel, , Platzierungen, Wochen, Auszeichnungen, Anmerkungen) | Höchstplatzierung, Gesamtwochen, AuszeichnungChartplatzierungen (Jahr, Titel, , Platzierungen, Wochen, Auszeichnungen, Anmerkungen) | Höchstplatzierung, Gesamtwochen, AuszeichnungChartplatzierungen (Jahr, Titel, , Platzierungen, Wochen, Auszeichnungen, Anmerkungen) | Höchstplatzierung, Gesamtwochen, AuszeichnungChartplatzierungen (Jahr, Titel, , Platzierungen, Wochen, Auszeichnungen, Anmerkungen) | Anmerkungen                            |
| Jahr | Titel                              | DE | AT | CH | UK | US | Anmerkungen                            |
| ---- | ---------------------------------- | --- | --- | --- | --- | --- | -------------------------------------- |
| 1995 | We’ve Got It Goin’ On              | DE4 (29 Wo.)DE | AT3 (16 Wo.)AT | CH3 (26 Wo.)CH | UK3 (10 Wo.)UK | US69 (20 Wo.)US | US-Veröffentlichung: 5. September 1995 |
| 1997 | Quit Playing Games (with My Heart) | DE1 (21 Wo.)DE | AT1 (16 Wo.)AT | CH1 (27 Wo.)CH | UK2 (10 Wo.)UK | US2 (43 Wo.)US | US-Veröffentlichung: 10. Juni 1997     |
| 1997 | As Long as You Love Me             | DE3 (21 Wo.)DE | AT2 (16 Wo.)AT | CH4 (24 Wo.)CH | UK3 (20 Wo.)UK | — | US-Veröffentlichung: 21. Oktober 1997  |
| 1998 | Everybody (Backstreet’s Back)      | DE2 (17 Wo.)DE | AT2 (12 Wo.)AT | CH2 (23 Wo.)CH | UK3 (11 Wo.)UK | US4 (22 Wo.)US | US-Veröffentlichung: 31. März 1998     |
| 1998 | I’ll Never Break Your Heart        | DE5 (23 Wo.)DE | AT5 (13 Wo.)AT | CH2 (23 Wo.)CH | UK8 (12 Wo.)UK | US35 (21 Wo.)US | US-Veröffentlichung: 14. Juli 1998     |
| 1998 | All I Have To Give                 | DE8 (13 Wo.)DE | AT4 (12 Wo.)AT | CH8 (12 Wo.)CH | UK2 (13 Wo.)UK | US5 (21 Wo.)US | US-Veröffentlichung: 8. Dezember 1998  |

### Auszeichnungen für Musikverkäufe
| Land/Region               | Auszeichnungen für Musikverkäufe (Land/Region, Auszeichnung, Verkäufe) | Verkäufe   |
| ------------------------- | ---------------------------------------------------------------------- | ---------- |
| Vereinigte Staaten (RIAA) | 14× Platin                                                             | 14.000.000 |
| Insgesamt                 | 4× Platin · 1× Diamant ·                                               | 14.000.000 |

Hauptartikel: Backstreet Boys/Auszeichnungen für Musikverkäufe